# 秦咏诚
秦咏诚（1933年—2015年6月25日），男，祖籍江苏赣榆，生于辽宁大连，中国作曲家，曾任沈阳音乐学院院长，中国音乐家协会理事。